# Boy Story
A Boy Story (hangul: 보이스토리; stilizálva BOYSTORY) egy kínai fiúegyüttes, melyet a JYP Entertainment (Korea) és a Tencent (Kína) hozott létre. Az együttes hat tagból áll: Hanyu, Zihao, Xinlong, Zeyu, MingRui és Shuyang. A csapat 2017. szeptember 1-én jelent meg a Boy Story első kislemeze "How Old R U". 2018. szeptember 21-én a Boy Story hivatalosan debütált az első Enough című mini albumával .

## Az együttes története

### A bemutatkozás előtt
2017 szeptembere óta megjelent a "Real! Project" Special Plan négy kislemezzel, hogy 2018 szeptemberében debütáljon. Az első kislemez a "How Old RU" volt. A második kislemez a "Can't Stop" volt, amely 2017. december 15-én jelent meg, a harmadik pedig a "Jump Up" volt, 2018. március 30-án. Az utolsó debütáló kislemezt a JYP alapítója készítette. Szórakozás, Park Jin-young . A "Handz Up" című dal 2018. június 12-én jelent meg.

### 2018 - jelen:Enough debütál
A Boy Story 2018. szeptember 21-én debütált az első Enough című mini albumával  amely az összes debütálás előtti kislemezt és a debütáló " Enough " dalt tartalmazta .  2018. október 21-én a csoport kiadta a "Stay Magical" . A következő hónapban a Boy Story előadta a BOSS-nak (rajongóknak) szentelt "For U" című dalt. A Boy Story 2019. március 29-én adta ki visszatérését az "Oh My Gosh" -val, majd 2019. július 26-án egy újabb visszatérés következett a "Too Busy" -val, Jackson Wang együttműködésével . 2019. szeptember 28-án  . Január 6, 2020, fiú története megjelent amini-album "I = U = WE 序"  

## Diszkográfia
- Enough (2018)
- I=U=WE :序  (2020)